# جولي أ. ماكدونالد
جولي أ. ماكدونالد (بالإنجليزية: Julie A. MacDonald)‏ هي مسؤولة أمريكية، ولدت في 14 يوليو 1955.